# Ali Zeidan
Ali Zeidan, född 1950 är en libysk politiker och diplomat som sedan den 14 november 2012 är Libyens premiärminister, först under Generalförsamlingen men sedan den 9 januari 2013 under Staten Libyen. Han är Staten Libyens första premiärminister